# جغرافیای سورینام
سورینام در بخش شمالی آمریکای جنوبی واقع شده‌است و بخشی از آمریکای جنوبی کارائیب، در مرز با اقیانوس اطلس شمالی، بین گویان فرانسه و گویان است. توسط جنگلهای بارانی گرمسیری پوشانده شده‌است و حاوی تنوع زیادی از گیاهان و جانوران است.
سورینام کوچکترین کشور مستقل آمریکای جنوبی است. با قرار گرفتن بر روی لایهٔ جغرافیایی گویان، این کشور به دو قسمت اصلی جغرافیایی تقسیم شده‌است. قسمت شمالی، زمین‌های پست ساحلی است (تقریباً بالای خط آلبینا – پارانام –واگنینگن) که در آن‌ها کشاورزی می‌شود و اکثر جمعیت در این قسمت زندگی می‌کنند. قسمت جنوبی از جنگلهای بارانی استوایی تشکیل شده که به‌طور پراکنده و در امتداد مرز برزیل، ساواناها در آن زندگی می‌کنند که حدود % ۸۰ سطح زمین‌های سورینام را پوشش داده‌است.
دو رشته کوه اصلی در سورینام وجود دارد: کوه‌های باکهویس و کوه‌های وان آچ وان ویک قلهٔ ژولیانا بلندترین کوه در کشور با ارتفاع ۱۲۸۶ متر از سطح دریاست. دیگر کوه‌ها عبارتند از کوه تافلبرگ (۱۰۲۶ متر)، کوه کاسیکاسیم (۷۱۸ متر)، گولیاتبرگ (۳۵۸ متر) و فولتزبرگ (۲۴۰ متر).
بخاطر قرار گرفتن در امتداد خط استوا، سورینام آب و هوای معتدل دارد و درجهٔ هوا در طول سال تغییر چندانی نمی‌کند. هر سال دو فصل بارش، یکی از دسامبر تا اوایل فوریه و دیگری از اواخر آوریل تا اواسط اوت دارد.
در شمال شرقی کشور، دریاچهٔ وان بلومشتین میر، یکی از بزرگترین دریاچه‌های جهان قرار دارد. این دریاچه با احداث سد آفوباکا (پروژهٔ بروکوپوندو) به وجود آمد، با احداث این سد، نیروی هیدروالکتریک مورد نیاز صنایع بوکسیت (که حدود % ۷۵ خروجی برق را مصرف می‌کند) و مصرف داخل کشور، تأمین می‌شود. در ناحیهٔ بالا دستی رودخانهٔ کوپنام در حوزهٔ آب بخشان، سازمان ذخیرهٔ ملی مرکزی سورینام که یک سایت میراث جهانی یونسکو است، و تغییرات انواع اکوسیستم را در مناطق جنگل بارانی بررسی می‌کند. پارک‌های ملی زیادی در کشور وجود دارند: پارک ملی گالیبی، پارک ملی کوپنام و ویاویا در کنارهٔ ساحلی، برونسبرگ، رالی والن/ فولتزبرگ تافلبرگ و ایلرتس دی هان در مرکز و سیپالیوانی در مرز برزیل، روی‌هم‌رفته، % ۱۲ مساحت کشور را پارک‌ها و دریاچه‌ها تشکیل می‌دهند.

## موقعیت
مختصات جغرافیایی: ۴°۰۰′ شمالی ۵۶°۰۰′ غربی / ۴٫۰۰۰°شمالی ۵۶٫۰۰۰°غربی
قاره: آمریکای جنوبی

### حوزه
کل: ۱۶۳٬۸۲۰ کیلومتر مربع (۶۳٬۲۵۰ مایل مربع) {{سخ}} زمین: ۱۵۶٬۰۰۰ کیلومتر مربع (۶۰٬۰۰۰ مایل مربع) {{سخ}} آب: ۷٬۸۲۰ کیلومتر مربع (۳٬۰۲۰ مایل مربع)
مساحت - مقایسه: به ترتیب بزرگی 1 E + 11 m² مراجعه کنید. کمی بزرگتر از ایالت جورجیا ایالات متحده است.

### مرزهای زمین
کل: ۱٬۷۰۳ کیلومتر (۱٬۰۵۸ مایل)
کشورهای مرزی:
- برزیل - ۵۹۳ کیلومتر (۳۶۸ مایل)
- گویان فرانسه - ۵۱۰ کیلومتر (۳۲۰ مایل)
- گویان - ۶۰۰ کیلومتر (۳۷۰ مایل)

خط ساحلی: ۳۸۶ کیلومتر (۲۴۰ مایل)

### دریایی ادعا شده
منطقه انحصاری اقتصادی : ۱۲۷٬۷۷۲ کیلومتر مربع (۴۹٬۳۳۳ مایل مربع) و ۲۰۰ مایل دریایی (۳۷۰٫۴ کیلومتر؛ ۲۳۰٫۲ مایل)
دریای سرزمینی: ۱۲ مایل دریایی (۲۲٫۲ کیلومتر؛ ۱۳٫۸ مایل)

## تقسیمات کشوری
سورینام به ۱۰ استان تقسیم شده‌است:
| 1. استان بروکوپوندو Brokopondo 2. استان کوموینه Commewijne 3. استان کورونی Coronie 4. استان مارووینه Marowijne 5. استان نیکری Nickerie 6. استان پارا Para 7. استان پاراماریبو Paramaribo 8. استان ساراماکا Saramacca 9. استان سیپالیوینی Sipaliwini 10. استان وانیکا Wanica |